# Kamera sportowa

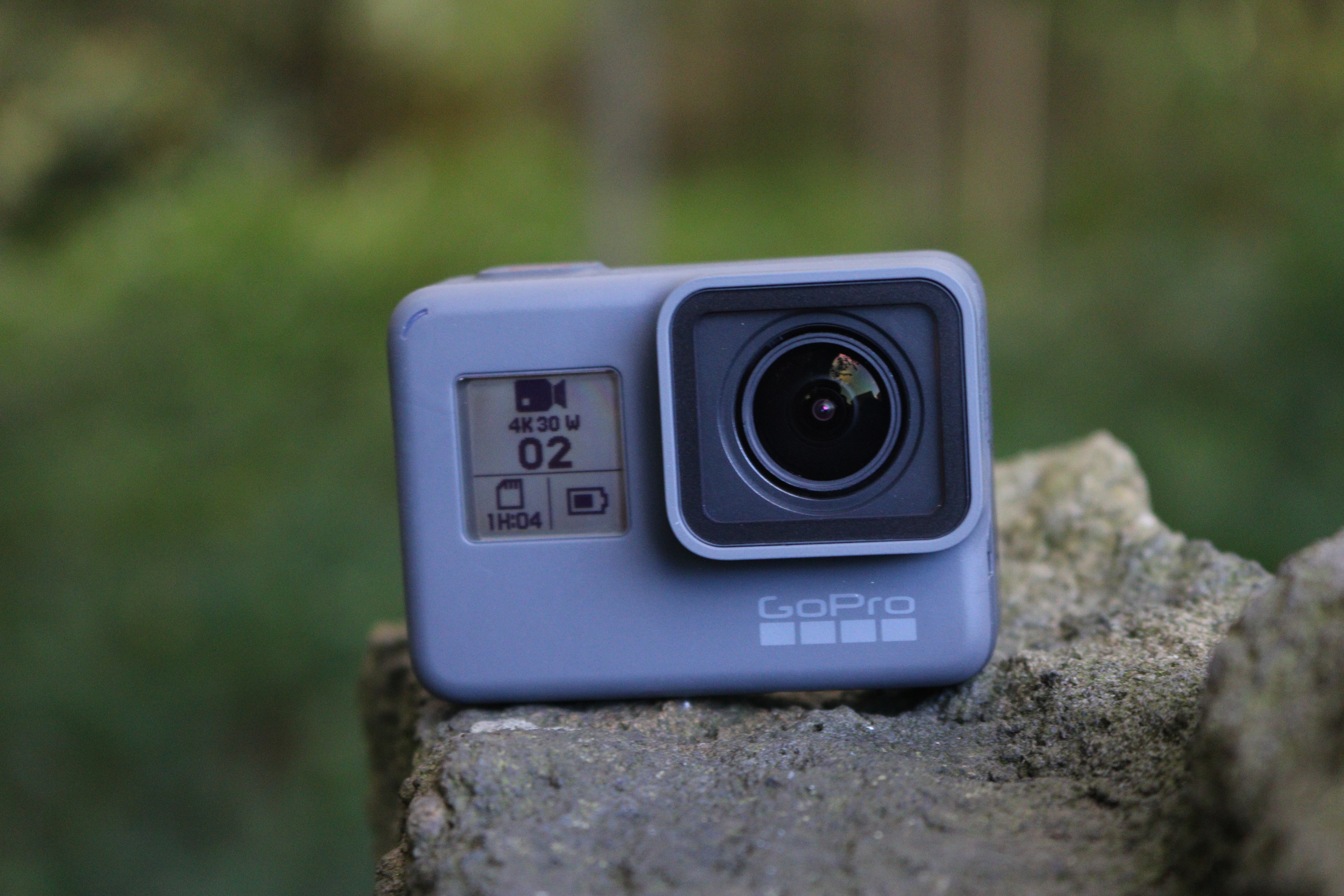
Kamera sportowa GoPro Hero 5

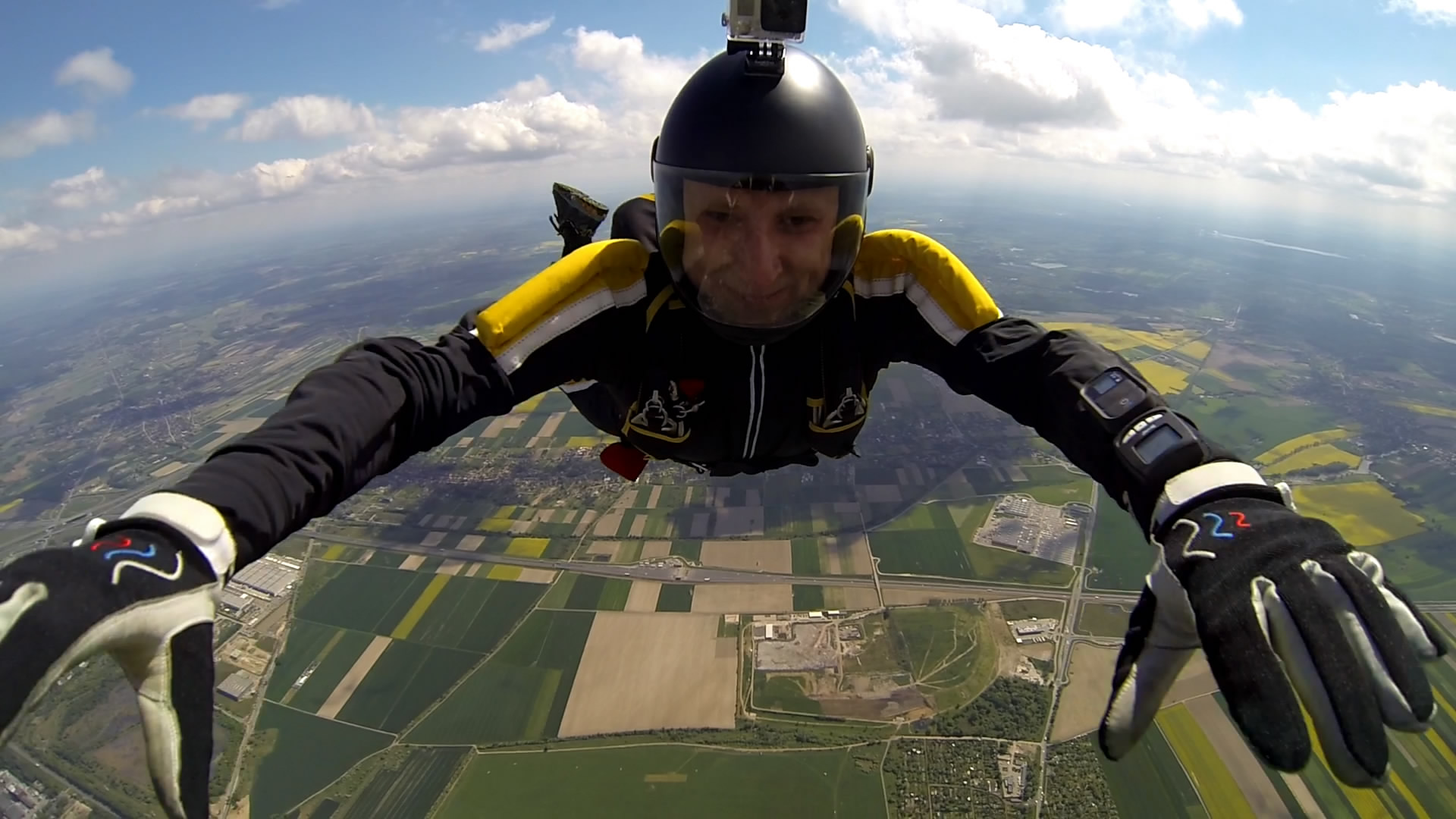
Spadochroniarz z zamocowaną kamerką sportową na kasku

Kamera sportowa (kamerka sportowa) – rodzaj kamery cyfrowej pierwotnie przeznaczonej do nagrywania scen akcji podczas ich wykonywania. Dzięki małym wymiarom, jest idealna do nagrywania sportów ekstremalnych. Np. mocowana na kasku, ubraniu, czy sprzęcie do wykonywania danego sportu np. rowerze.
Najbardziej znanym producentem kamer sportowych jest firma GoPro, która jest także pierwszą firmą produkującą tego typu sprzęt. Innymi producentami kamer sportowych są m.in. Xiaomi, DJI oraz Insta360.
Niektóre kamery sportowe potrafią rejestrować panoramiczny obraz 360 stopni oraz wykonywać zdjęcia. Większość kamer sportowych jest także odporna na różne warunki atmosferyczne, niektóre są także wodoodporne.

## Historia
Historia kamer sportowych sięga 2002 roku, kiedy to Nick Woodman postanowił stworzyć sprzęt, który miał służyć do nagrywania swoich przygód. Stało się to po jego podróży do Australii, podczas której powstały nagrania z których Woodman nie był specjalnie zadowolony. To zainspirowało go do założenia firmy GoPro. W 2004 roku powstała pierwsza kamera korzystająca z taśmy filmowej, a w 2006 dołączyła do niej cyfrowa. W 2011 roku wprowadzono do kamer rozdzielczość HD.